# Епархия Бакниня
Епархия Бакниня (лат. Dioecesis Bacninhensis) — епархия Римско-Католической Церкви с центром в городе Бакнинь, Вьетнам. Епархия Бакниня входит в митрополию Ханоя. Кафедральным собором епархии Бакниня является церковь Пресвятой Девы Марии Царицы Розария.

## История
1 июня 1883 года Святой Престол учредил апостольский викариат Северного Токнина, выделив его из апостольского викариата Восточного Токнина (сегодня — Епархия Хайфона).
31 декабря 1913 года апостольский викариат передал часть своей территории для образования новых апостольской префектуры Лангшона и Каобанга (сегодня — Епархия Лангшона и Каобанга).
3 ноября 1924 года к апостольскому викариату Тонкина была присоединена часть территории апостольского викариата Юньнаня (сегодня — Архиепархия Куньмина). В этот же день апостольский викариат Тонкина был переименован в апостольский викариат Бакниня.
24 ноября 1960 года Римский папа Иоанн XXIII издал буллу Venerabilium Nostrorum, которой преобразовал апостольский викариат Бакниня в епархию.

## Ординарии епархии
- епископ Maximino Velasco O.P.[1] (7.02.1902 — 9.07.1925);
- епископ Teodoro Gordaliza Sánchez O.P. (7.07.1916 — 14.10.1931);
- епископ Eugenio Artaraz Emaldi O.P. (14.06.1932 — 19.12.1947);
- епископ Dominique Hoàng-van-Doàn O.P. (12.03.1950 — 1955);
- епископ Павел Иосиф Фам Динь Тунг (5.04.1963 — 23.03.1994) — назначен архиепископом Ханоя;
- епископ Joseph Marie Nguyên Quang Tuyên (23.03.1994 — 23.09.2006);
- епископ Cosme Hoàng Van Dat S.J. (4.08.2008 — по настоящее время).

## Источник
- Annuario Pontificio, Libreria Editrice Vaticana, Città del Vaticano, 2003, стр. 958, ISBN 88-209-7422-3
- Булла Venerabilium Nostrorum, AAS 53 (1961), стр. 346  (лат.)